# Ząbkovia Ząbki
Le MKS Dolcan Ząbki est un club polonais de football basé à Ząbki et fondé en 1927.

## Historique

Ancien logo

- 1927 : Fondation du club sous le nom de Ząbkovia Ząbki
- Le club est renommé Związkowiec Ząbki
- Le club est renommé Construction Ząbki
- Le club est renommé Concrete-Steel Ząbki
- Le club est renommé Ząbkovia Ząbki
- 1994 : Le club est renommé Dolcan Ząbki
- 2018 : Le club est renommé Ząbkovia Ząbki

## Entraîneurs
- 2020- :  Piotr Dziewicki